# Las Animas
Las Animas é uma cidade localizada no estado americano do Colorado, no Condado de Bent. Ela é destino para muitos intercambistas de todo o mundo.

## Demografia
Segundo o censo americano de 2000, a sua população era de 2758 habitantes.
Em 2006, foi estimada uma população de 2531, um decréscimo de 227 (-8.2%).

## Geografia
De acordo com o United States Census Bureau tem uma área de
3,3 km², dos quais 3,3 km² cobertos por terra e 0,0 km² cobertos por água. Las Animas localiza-se a aproximadamente 1198 m acima do nível do mar.

## Localidades na vizinhança
O diagrama seguinte representa as localidades num raio de 48 km ao redor de Las Animas.